# IC 715
IC 715 ist ein Galaxienpaar im Sternbild Becher am Südsternhimmel.
Das Objekt wurde am 13. Mai 1893 vom französischen Astronomen Stéphane Javelle entdeckt.